# 夏の秘密 (映画)
『夏の秘密』（なつのひみつ）は、1982年の日本映画。松竹・オスカープロモーション・松竹映像製作、松竹配給。

## 概要
小林久三の同名小説の映画化作品。2人の女子高生（真鍋ちえみ、三井比佐子）が、失踪したクラスメイト（北原佐和子）の謎をさぐるうちに、殺人事件に遭遇するキャンパス・ミステリー。

## スタッフ
- 監督：川上裕通
- 原作：小林久三
- 脚本：池田一朗、東条正年
- 音楽：太田恵子
- 助監督：内田秀哉、長尾啓司
- 協力：フォーシーズン、日本オリンピック委員会
- 企画：古賀誠一、升本喜年
- プロデュース：小坂一雄、瀬島光雄
- 製作：松竹映像
- 犬指導：鎌倉第二警察犬訓練所

## 挿入歌
- 真鍋ちえみ『ナイトトレイン・美少女』作詞：阿久悠 作曲：細野晴臣 編曲：岡田徹
映画のエンディングでは真鍋・三井・北原の3人で歌っている。

## キャスト
- 北林佐和子：北原佐和子（パンジー）
- 真山ちえみ：真鍋ちえみ（パンジー）
- 三池チャコ：三井比佐子（パンジー）
- 真山雄作：若山富三郎
- 宗方幸江：松尾嘉代
- 三池久造：橋爪功
- 北林佐吉：阿藤海
- 倉原信太郎：岡本富士太
- 小林美子：丘みつ子
- 矢野刑事：宮内洋
- 飯島敏彦：勝部演之
- ラーメン屋主人：ビートたけし
- 三上医師：仲谷昇
- 星山園長：小林亜星
- 杉山：岡部典子
- 八浪俊子：木原光知子
- 老人：三谷昇
- 宗方澄夫：柄沢次郎

## 作品の評価
ラーメン屋主人として出演するビートたけしは「相棒と一緒に出る予定だったんだけど、相棒が借金でやくざに追われて追っ掛け回されて来れなくなっちゃって、それから営業が漫才じゃなくて（一人でやる）漫談になっちゃったんだよ。でも漫談やったら意外にウケるんで、こりゃ一人の方が楽だと思って、ラジオなんかも一人でやるようになった」などと話している。「世界の北野の原点、これがオイラのワースト3」として本作を『みんな〜やってるか!』『コミック雑誌なんかいらない!』と共に挙げ「睡眠薬と覚醒剤一緒に飲んでるみたいな睡魔との闘い」と評している。

## 同時上映
『コールガール』
- 主演：MIE／監督：小谷承靖